# Breutelia viguieri
Breutelia viguieri är en bladmossart som beskrevs av Jules Cardot 1916. Breutelia viguieri ingår i släktet gullhårsmossor, och familjen Bartramiaceae. Inga underarter finns listade i Catalogue of Life.